# الأمير يوهان غيورغ من هوهنزولرن
الأمير يوهان غيورغ من هوهنزولرن (بالألمانية: Johann Georg von Hohenzollern) (و. 1932 – 2016 م) هو مؤرخ الفن من ألمانيا . ولد في زيغمارينغن .
توفي في ميونخ .

## جوائز وترشيحات
حصل على جوائز منها:
- وسام سيرافيم.

## روابط خارجية
- الأمير يوهان غيورغ من هوهنزولرن على موقع IMDb (الإنجليزية)
- الأمير يوهان غيورغ من هوهنزولرن على موقع مونزينجر (الألمانية)